# Wow (canción)
«Wow» es una canción dance-Pop interpretada por la cantante australiana Kylie Minogue para su décimo álbum de estudio, X (2007). La canción fue escrita por Minogue, Gregorio Kurstin, Karen Poole y producida por Kurstin. La canción fue lanzada como el segundo sencillo del álbum en Australia y el Reino Unido en febrero de 2008. Recibió críticas diferentes de críticos de música. "Wow" fue un éxito comercial, alcanzando el top 20 en la mayoría de los charts. La canción fue lanzada como el tercer sencillo de X en Europa en junio.

## Recepción crítica
"Wow" recibió críticas mixtas de los críticos de la música pop. Alex Fletcher de Digital Spy escribió que la canción significaba "remolinos de discoteca y sintetizadores divertidos", pero dijo que "'Wow' no tiene el factor para hacernos enamorarse de ella como solíamos hacerlo en el pasado". En una revisión para The Guardian, Alexis Petridis llamó a la canción "fantástica" y lo comparó con canciones de Minogue con Stock, Aitken & Waterman. El crítico de Pitchfork Media, Tom Ewing, escribió que la canción "tiene un entusiasmo contagioso", aunque su "sensualidad electro funky-up se las puede sentir"

## Video musical
El vídeo musical para "Wow" fue dirigido por Melina Matsoukas y grabado en Los Ángeles (California) con el vídeo de "In My Arms" a principios de enero de 2008. El vídeo, Minogue destaca en el baile de un club futurista rodeado por bailarines con trajes de aliens. El vídeo comienza con la silueta de Minogue que baila contra un fondo alumbrado de luces de neón, para mostrarse con un chándal blanco rodeado por un grupo de bailarines (una de las bailarinas es la conocida Dani Artaud, de la banda Millionaires). Las escenas de Minogue y sus bailarines que bailan delante de un fondo alumbrado (encendido) son entrecortadas en todas partes del vídeo. Una escena novísima de los vídeos de Kylie Minogue es la aparición contra un fondo negro con luces láser digital donde ella canta varios: "Oh, oh, oh"
PerezHilton.com recibió el estreno mundial del videoclip para el 29 de enero de 2008. Fue programado el estreno en el Canal 4 en el Reino Unido para el 30 de enero de 2008, pero fue aplazado. El regulador de medios de comunicación de Ofcom quitó el vídeo después de que ellos encontraron esto. No siguió directrices de espectador debido al empleo de iluminación de estroboscopio. El vídeo fue reeditado y difundido en el Reino Unido la semana siguiente.

## Listas
El tema rindió bien en los listados de algunos países, pero no logró superar a su predecesor "2 Hearts". En el Reino Unido debutó en el puesto 32 la semana del 24 de diciembre de 2007 gracias a solo descargas legales. Diez semanas después alcanzó su máximo, la casilla número 5. Además de alcanzar el tope de la lista "dance club" de ese país. Convirtiéndolo en el tema de Kylie Minogue más vendido en el Reino Unido desde "Love at First Sight" en el 2002.
En otros países de Europa, se situó en el top 20 de muchos de ellos tales como Hungría, 19, Dinamarca, 20, Francia 15, e Irlanda en el 10. Llegó al n.º 1 de difusión en Irlanda, también lo fue en la clasificación de singles de Estonia. En la lista Europea de la revista Billboard la canción ocupó el casillero 8. 
En Australia debutó en el puesto 11 y permaneció 6 semanas en lista. En Nueva Zelanda fue al lugar 16, situándose mejor que "2 hearts", que solo llegó al 34.
En Estados Unidos se ubicó en el puesto 19 del Billboard Dance/ClubPlay entrando nuevamente al top 20 de ese listado después de "I believe in you" en el 2005.

## Formato y listas de canciones
Estos es la lista principal de las versiones oficiales de "Wow"

### Descarga Digital
Lanzada el 18 de febrero de 2008.
1. Wow.

### UK CD single #1
(CDR6754; Estrenado el 18 de febrero de 2008)
1. "Wow"
2. "Cherry Bomb" (Minogue, Karen Poole, Christian Karlsson, Pontus Winnberg, Jonas Quant)

### UK CD single #2
(UK: CDRS6754; Estrenado el 18 de febrero de 2008)
1. "Wow"
2. "Do It Again" (Minogue, Kurstin, Poole)
3. "Carried Away" (Minogue, Kurstin, Poole)
4. "Wow" (Death Metal Disco Scene mix)

### UK 12" Disco con Carátula
(12R6754; Estrenado el 18 de febrero de 2008)
1. "Wow"
2. "Wow" (CSS remix)
3. "Wow" (F*** Me I'm Famous remix by David Guetta + Joachim Garraud)
4. "Wow" (MSTRKRFT remix)

### Sencillo en CD Australiano
(5144270082; Estrenado el 16 de febrero de 2008)
1. "Wow"
2. "Do It Again"
3. "Carried Away"
4. "Wow" (Death Metal Disco Scene mix)

### Digital Digital Bundle #1
(Estrenado el 16 de febrero de 2008)
1. "Wow"
2. "Do It Again"
3. "Carried Away"
4. "Cherry Bomb"

### Descarga Digital Bundle #2
(Estrenado el 16 de febrero de 2008)
1. "Wow"
2. "Wow" (CSS remix)
3. "Wow" (MSTRKRFT remix)
4. "Wow" (F*** Me I'm Famous remix by David Guetta + Joachim Garraud)
5. "Wow" (Death Metal Disco Scene mix)

### Descarga Digital Bundle #3
(Estrenado el 16 de febrero de 2008)
1. "Wow" (Edit)
2. "2 Hearts" (Mark Brown's Pach Ibiza Upper Terrace mix)
3. "Wow" music video (UK only)

## Personal
Las siguientes personas contribuyeron en "Wow":
- Kylie Minogue – vocalista
- Greg Kurstin - producción, instrumentos, mixing
- Karen Poole - voz de fondo, producción vocal
- Eddie Miller - Ingeniero de audición
- Geoff Pesche - Master

Grabado en Magnetic Studios en Ibiza y Echo Studios en Los Ángeles.